# Canthidium volxemi
Canthidium volxemi là một loài bọ cánh cứng trong họ Bọ hung (Scarabaeidae).